# Municipio de Anderson (Carolina del Norte)
El municipio de Anderson (en inglés: Anderson Township) es un municipio ubicado en el  condado de Caswell en el estado estadounidense de Carolina del Norte. En el año 2000 tenía una población de 2.258 habitantes.

## Geografía
El municipio de Anderson se encuentra ubicado en las coordenadas 36°17′4.18″N 79°18′47.19″O / 36.2844944, -79.3131083.